# D20規則
d20，全称d20 System，是威世智（WotC）公司开发、公布的一套完全免费的桌上角色扮演游戏（RPG）规则。WotC拥有最为著名的RPG规则“龙与地下城”（Dungeons & Dragons,D&D）。WotC在推出D&D第三版规则的同时，推出了d20，并且以OGL（Open Game Licence,开放游戏许可）免费公布。
WotC公司推出这套“完全免费”的规则，有以下几点考量：
- 争取更多玩家

降低TRPG書籍的授權成本，使市面上的d20系統TRPG書籍更多更便宜，把d20系統TRPG介绍给更多玩家。
- 增加D&D的竞争力

d20其实就是一个超级简化版的D&D，可以让那些一下子不能接受复杂系统的玩家轻松上手。一旦有了兴趣，玩家可以深入研究更为复杂的“龙与地下城”（这可不是免费的！）。
- 迎合现代化的战役设定

d20的规则更加简单、松散，比D&D的可移植力更强，可以适应科幻设定。
d20不仅可以用于桌上RPG（TRPG），也适用于电脑RPG（CRPG）。

## d20 标准版
d20标准版称为“d20 STD”。随着D&D3.5版的推出，d20系统也升级到了D20 3.5。
核心系统根据D&D简化而来，其主要的判定和计算都可以用20面骰完成，所以称为“d20系统”。当然这个D也暗示了“龙”（D&D）的血统。
d20用基本的“六大属性”来描述角色，即：力量、体质、敏捷、智力、睿智、魅力。然后从六大属性中再衍生出“修正值”，进行战斗等各种冒险行动的计算、判定。
d20采用了和D&D完全一样的欧洲中古冒险设定。

## d20 现代版
d20 Modern（d20现代版）是对为了适应现代战役设定而开发的D20子系统，聚焦的是现代人类文明——科技昌明的生活中人类的冒险。各种稀奇古怪的职业和技能，甚至科幻设定都能出现，并找到适用的规则——这是原来的D&D和d20 STD中所没有的。
d20现代版规则书用的默认战役设定是“Department-7”（第七处）一个活跃在现代的秘密正义组织。
d20现代版和标准版的主要区别有：
1. 取消了其它种族，只有人类；
2. 职业不再是“圣武士”、“牧师”等传统职业，而是依据“六大属性”的特点创造了“力量型英雄”、“敏捷型英雄”、“体质型英雄”、“智力型英雄”、“睿智型英雄”和“魅力型英雄”。
3. d20 SRD（系统参考文档）在基本规则之外，还有迎合科幻设定的规则：核威胁（Menaces）、未来（Future）等。

## d20 的应用
WotC的d20设定可说是为了让D&D面向更广泛的应用而设计的——即RPG的动作化，或所谓的“ARPG”大潮。
比较典型的例子就是主机平台上的《博德之门：黑暗联盟》系列、《龙与地下城：英雄》、《被遗忘的国度：恶魔石》等。为了突出战斗的爽快感和动作元素，原先回合制的战斗流程幾乎完全改为即时制；原先的升级机制则全部变为“传说级冒险”，等级的提升速度非常地快；而且法师无须再背诵法术书，直接转换为WP（Will Points魔法值），喝回復藥水就可以持續施放法術；复杂的技能和专长也大幅精简，用点数购买。当然各款作品的系统都有所差别，但片头WotC授权的logo让我们感到d20无处不在。
Bioware深厚的CRPG功力让KotOR——《星球大战：旧共和国武士》一鸣惊人。成为当年Xbox无可争议的年度最佳RPG；稍后的PC版本也获得了评论界和玩家的一致好评。KotOR遂成为Star War d20 在CRPG上应用的成功典范。

## 优点与缺点
优点
d20作为一套开放授权的完整角色扮演系統，创新地解決了以下幾個問題：
- 优惠玩家：原來D&D系統對財政上有較高的門檻：除了電腦上使用D&D规则的RPG以外，任何玩TRPG的玩者都最少要購買一本（PHB）。即使在美國本土，一本D&D第3版的PHB也要30美元，而到了其他地方，當運費及匯率等各種因素加起來，可以變成原價的兩倍（在澳洲就賣40澳元；人民币168元）。所以，一套免費的系統可以吸引更多人參與RPG遊戲，特別是經濟能力較弱的年青人。

- 优惠商家：對無力自行開發系統的小出版商，免費的基礎設定使他們開發遊戲亦變得更容易。

- 更具活力：d20系統提供了現代版本，使冒險遊戲不再局限於古老的欧洲中世紀設定，而是可以發生在任何時空，甚至未来的角色扮演系統。获得授权的电子游戏开发商使用d20系统开发CRPG也更加自由。

缺点
天下毕竟没有免费的午餐，供人随意下载使用的规则，缺点也是显而易见的：
- 不便改造：對於想自行架構一個世界的玩家而言，這個系統並不是適合自行改造的工具。因为D20已经是一個四平八稳、精細平衡的系統，非專業設計師很難取捨其平衡性。而且仅凭开放授权提供的规则文档要建立一个真正属于自己的世界也显得捉襟见肘。

- 偏重战斗：可能对“踢门团”来说没什么，但對大多数玩家而言，d20鉅細靡遺的戰鬥規則学习起来也颇费功夫。实际跑团中，動漫畫武鬥場拖戲模式很容易發生，尤其是當DM是個戰鬥狂兼規則狂時，或隊伍裡有斤斤計較的玩家。

- 仅供入门：d20會受歡迎最大的原因或许自由度还在其次，最大的好处还是其走中道、戰鬥偏重，以及迎合流行文化的大眾口味。因此，d20其實無形中迎合了遊戲小白，即初阶玩家的口味，而不是想方设法为玩家提供更进阶的遊戲体验。